# Kolumna mariańska w Breźnie

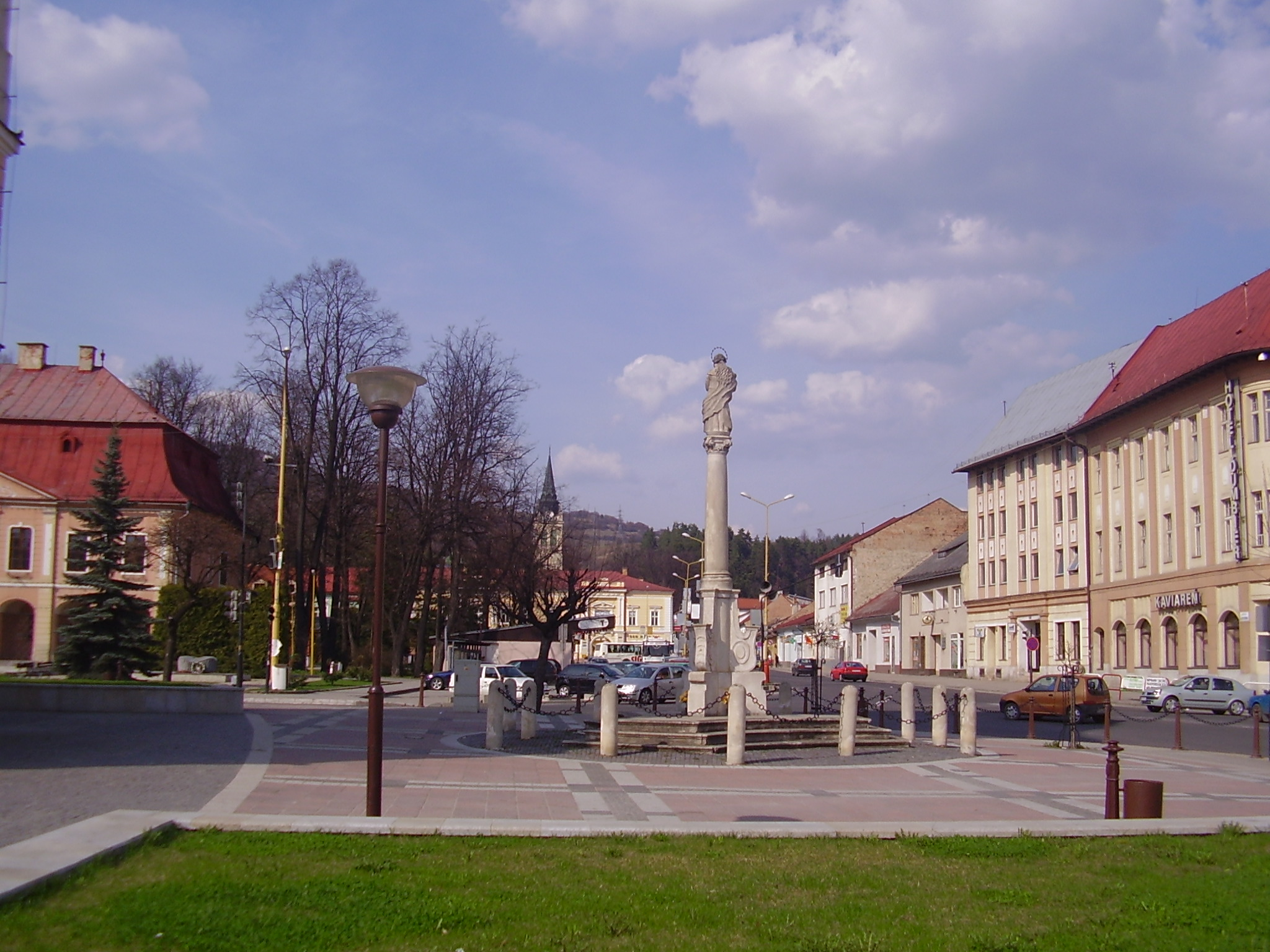

Kolumna mariańska w Breźnie (słow. Mariánsky stľp) – barokowa, kamienna kolumna z figurą Najświętszej Marii Panny w Breźnie w kraju bańskobystrzyckim na Słowacji. Wznosi się w południowej części centralnego placu miasta (Namestie gen. M. R. Štefánika), obok charakterystycznej wieży strażniczej.
Powstanie kolumny wiąże się z osobą pijara imieniem Wolfgang z miejscowego klasztoru, który w 1741 r. zwrócił się do Rady Miasta z prośbą, aby ofiarowało godne miejsce do ustawienia rzeźby Najświętszej Marii Panny. Magistrat do prośby się przychylił i wyznaczył miejsce przed farą. Rzeźba została usytuowana na walcowej kolumnie ustawionej na trójosiowym postumencie, który spoczywa na trójstopniowej, sześciobocznej podstawie. Wzniesiona została w tym samym 1741 r. nakładem Juraja Machnera jako zadośćuczynienie za publicznie wypowiedzianą klątwę.
W 1944 r. wymieniono mocno zużyty postument. Cały obiekt był rekonstruowany w 1988 r.